# In the Margins
In the Margins è un singolo del gruppo musicale inglese Echo & the Bunnymen, pubblicato il 31 ottobre 2005 come secondo estratto dall'album Siberia.
Ha raggiunto il numero 226 della classifica britannica.
Come il singolo precedente, Stormy Weather, e l'album da cui è estratto, è stato prodotto da Hugh Jones che aveva precedentemente prodotto l'album della band Heaven Up Here del 1981. La fotografia di copertina è stata scattata da Joe Dilworth.
La rivista Guitarist ha detto che il brano ha ricordato loro di come era una volta la band, "beffardamente superiore", pari agli U2.

## Tracce
Testi e musiche di Sergeant, McCulloch, eccetto ove indicato.
1. In the Margins - 3:58
2. Nothing Lasts Forever (Acoustic) - 4:10 (McCulloch, Sergeant, Pattinson)
3. In the Margins (Instrumental) - 5:40

## Formazione
- Ian McCulloch - voce, chitarra
- Will Sergeant - chitarra
- Peter Wilkinson - basso
- Paul Fleming - tastiere
- Simon Finley - batteria

### Produzione
- Hugh Jones - produzione
- Ged Doyle - progettazione
- Joe Dilworth - foto di copertina